# Microlepidogaster longicolla
Microlepidogaster longicolla är en fiskart som beskrevs av Calegari och Roberto Esser dos Reis 2010. Microlepidogaster longicolla ingår i släktet Microlepidogaster och familjen Loricariidae. Inga underarter finns listade i Catalogue of Life.